# Fredrik Christian Stoud Platou
Fredrik Christian Stoud Platou, född den 17 februari 1811 i Kristiania, död där den 23 juni 1891, var en norsk rättslärd, son till Ludvig Stoud Platou, far till Oscar Ludvig Stoud Platou.
Platou blev lektor 1843 och professor i rättsvetenskap 1849, høyesteretsassessor 1862-64, ledamot av interimsregeringen 1881, blev 1883 ånyo höjesteretsassessor och som sådan medlem av riksrätten 1883-84, varefter han till sin död var justitiarius i Kristiania stiftsoverret. Platou författade bland annat Om Besiddelse efter norsk Ret (1863) och Om Jords og Skovs Udskiftning (1865).